# Бур д'Ире
Бур д'Ире (фр. Bourg-d'Iré) насеље је и општина у западној Француској у региону Лоара, у департману Мен и Лоара која припада префектури Сегре.
По подацима из 2011. године у општини је живело 837 становника, а густина насељености је износила 36,34 становника/km². Општина се простире на површини од 23,03 km². Налази се на средњој надморској висини од 64 метара (максималној 96 m, а минималној 27 m).

## Демографија
| 1962. | 1968. | 1975. | 1982. | 1990. | 1999. | 2011. |
| ----- | ----- | ----- | ----- | ----- | ----- | ----- |
| 978   | 915   | 911   | 851   | 782   | 724   | 837   |

График промене броја становника у току последњих година